# Sund-Svinhults församling
Sund-Svinhults församling är en församling i Linköpings stift inom Svenska kyrkan. Församlingen ingår i Ydre pastorat och ligger i Ydre kommun

## Administrativ historik
Församlingen bildades 1 januari 2009 genom sammanläggning av Sunds församling och Svinhults församling.Församlingen utgjorde under 2009 ett pastorat med Västra Ryds församling för att från 2010 ingå i Ydre pastorat.

## Församlingskyrkor
- Sunds kyrka
- Svinhults kyrka